# Erick Baert
Pour les articles homonymes, voir Baert.
 (avril 2018).
Si vous disposez d'ouvrages ou d'articles de référence ou si vous connaissez des sites web de qualité traitant du thème abordé ici, merci de compléter l'article en donnant les références utiles à sa vérifiabilité et en les liant à la section « Notes et références ».
Erick Baert, né le 12 mars 1972 à Dunkerque, connu aussi sous le nom d'Eric Baert, est un imitateur performer français. Il est le cadet de 5 enfants.

## Biographie
Erick Baert commence sa carrière comme chanteur et animateur de karaoké au casino de Dunkerque au retour d'un service militaire de deux ans en Côte d'Ivoire. Il se lance peu après comme imitateur. Mais c'est en remportant trois fois l'émission Graines de star qu'il accède à une popularité plus large.
Il s’approprie plusieurs voix de chanteurs anciens et actuels comme Serge Gainsbourg, Jacques Brel, Édith Piaf, Céline Dion, Frank Sinatra, Ray Charles, Stevie Wonder, Louis Armstrong, Michael Jackson, Elvis Presley, Vianney, Kendji Girac, Maître Gims, Renaud, Patrick Bruel, Claudio Capéo, Pascal Obispo, Julien Doré, Christophe Maé, Grégoire... Avec une expérience de la scène depuis plus de 20 ans, il a joué ses spectacles à travers toute la France et l’Europe essentiellement pour des événements et soirées privés.
C'est seulement en 2019 qu'il décide réellement de créer un spectacle musical original.
Il crée The Voice's Performer dans lequel il propose une palette d'imitations (140 voix) en 1 h 30 de show, allant du castrat Farinelli à AC/DC, en passant par Céline Dion ou encore Joe Cocker.

## Spectacles
- 1997/1998 : Dans l'émission les Coups d'Humour sur TF1.
- 1998/1999 : Participe à l'émission Graines de stars sur M6. Il gagne 3 fois
- 1998/2000 : Il rejoint l'équipe de Michel Drucker dans l'émission Vivement Dimanche sur FRANCE2.
- 2000 : Tournée de plus de 60 dates dans toute la France avec Gilbert Montagné.
- 2001 : Anime l'émission le plus grand bêtisier du monde avec l'équipe des 6 clônes FRANCE 3.
- 2002 : Participe à l'émission de l'Eurovision avec Julien Lepers sur FR3.
- 2004 : Il joue pendant 6 mois au théâtre de dix heures à Paris. A cette occasion il effectue de nombreux passages télé, il est encensé par la presse, et participe notamment à l’émission hommage à Henri Salvador produite par Patrick Sébastien : « le Grand Cabaret »
- 2005 : A l'affiche du théâtre des Nouveautés à Paris pour 3 mois.
- 2005 : Artiste Permanent de l'émission La Classe nouvelle Génération.
- 2006/2014 : Anime avec Yves Lecoq tous les Samedis l'émission "les grands du rire" sur FRANCE 3.
- 2016 : Éric amorce un nouveau virage et décide de gérer sa carrière seul et Travaille depuis 3 ans sur un nouveau spectacle.
- 2019 : Tournée d’été Var Matin Nice Matin avec 44 dates
- 2020/2021 : en tournée dans toute la France avec son nouveau spectacle "THE VOICE'S PERFORMER" L'OVNI DE L'IMITATION (Organe Vocal Non Identifiable)